# Okres Detva
Detva is een district (Slowaaks: Okres) in de Slowaakse regio Banská Bystrica. De hoofdstad is Detva. Het district bestaat uit 2 steden (Slowaaks: Mesto) en 13 gemeenten (Slowaaks: Obec).

## Steden
- Detva
- Hriňová

## Lijst van gemeenten
| - Detvianska Huta - Dúbravy - Horný Tisovník - Klokoč - Korytárky | - Kriváň - Látky - Podkriváň - Slatinské Lazy | - Stará Huta - Stožok - Vígľaš - Vígľašská Huta-Kalinka |

Banská Bystrica · Banská Štiavnica · Brezno · Detva · Krupina · Lučenec · Poltár · Revúca · Rimavská Sobota · Veľký Krtíš · Žarnovica · Žiar nad Hronom · Zvolen